# Cmentarz Komunalny w Sobowie
Cmentarz Komunalny w Tarnobrzegu–Sobowie – obecnie główny cmentarz miasta, na którym dokonuje się większości nowych pochówków (ze względu na brak miejsc na pozostałych cmentarzach – szczególnie przy dworcu PKS).

## Historia
Cmentarz powstał na początku lat 90., gdyż na dotychczasowym cmentarzu znajdującym się przy dworcu PKS zabrakło miejsc pochówkowych. Pierwsze nagrobki pochodzą z 1989 r.

## Położenie
Cmentarz znajduje się w tarnobrzeskiej dzielnicy Sobów, otoczony Lasem Zwierzynieckim.

## Kaplica Wszystkich Świętych
W 2009 r. wybudowano Kaplicę Wszystkich Świętych, w której opiekę duszpasterską sprawują księża serbinowskiej parafii Matki Bożej Nieustającej Pomocy. Co dwa tygodnie w niedzielę odprawiana jest tam Msza Święta. Uroczyste otwarcie i poświęcenie kaplicy nastąpiło 2 listopada 2009 r. przez biskupa Edwarda Frankowskiego.

## Administracja
Cmentarz ma charakter komunalny. Zarządcą cmentarza jest ·A·S·A· Tarnobrzeg Sp. z o.o., w której miasto Tarnobrzeg posiada 40% udziałów.